# Friedrich von Quadt-Wykradt-Isny
Friedrich Graf von Quadt-Wykradt-Isny (* 23. Dezember 1818 in Isny; † 24. Oktober 1892 in Schloss Moos (Lindau)) war ein bayerischer Diplomat und Mitglied des Deutschen Reichstags.

## Leben
Friedrich wurde geboren als Sohn des Grafen Wilhelm Otto Friedrich Albert Graf von Quadt zu Wykradt und Isny (1783–1849) und seiner Ehefrau Gräfin Maria Anna geb. von Thurn-Valsassina (1788–1867). Sein Großvater war Otto Wilhelm von Quadt-Wykradt-Isny (1758–1829), von 1803 bis 1806 ein regierender Graf im Heiligen Römischen Reich. Der bayerische Reichsrat Otto von Quadt-Wykradt-Isny (1817–1899) war Friedrichs Bruder.
Quadt-Wykradt-Isny besuchte das Gymnasium in Kempten und die Universität in München. Er war interimistischer Geschäftsträger von 1848 ab in St. Petersburg, Hannover und Paris. 1848 war er Mitglied des Vorparlaments. Ab 1860 war er Gesandter in Hannover, ab 1867 in Brüssel und von 1868 bis 1870 in Paris. 1871 war er als bayerischer Gesandter bei den Friedensverhandlungen in Brüssel und unterzeichnete in Berlin das Protokoll zum Friedensvertrag mit Frankreich.
Er gehörte 1874 bis 1877 für den Wahlkreis Mittelfranken 4 (Eichstätt, Weißenburg) und von 1881 bis 1884 für den Wahlkreis Schwaben 6 (Immenstadt, Sonthofen, Kempten, Lindau) für die Deutsche Zentrumspartei dem Deutschen Reichstag an.

## Familie
Friedrich von Quadt-Wykradt-Isny war zweimal verheiratet. Mit seiner ersten Frau, Sophie Vandermarq (* 9. Mai 1818; † 14. April 1856), Witwe des Grafen von Panisse-Passis und Tochter von Jean Baptiste Agapit Vandermarq, hatte er folgende Kinder:
- Maria Wilhelmine (* 24. November 1854; ??? 1914)
- Otto Gebhard Lothar (* 17. Januar 1856; † 28. September 1928)

Seine zweite Frau war  Gräfin Maria Anna Pauline von Rechberg und Rothenlöwen (* 18. Dezember 1834; † 3. Mai 1910) Tochter von Albert von Rechberg. Er hatte mit ihr folgende Kinder:
- Julie Walburga Maria (* 24. November 1859; †  14. Juli 1925), Schriftstellerin
- Elisabeth (* 11. September 1862; † 16. August 1940)

⚭ Carl Ernst Fürst Fugger von Glött (* 2. Juli 1859; † 25. April 1940) Präsident der bayerischen Reichsrätekammer
- Albert (* 17. Juli 1864; † 24. November 1930)

⚭ Amedea de Martino (* 24. September 1874; † 26. August 1933)
- Aloysia (* 17. Juni 1869; † 5. November 1952)

⚭ Franz von Brühl (* 18. November 1852; † 10. Januar 1928)